# Bihua li de gushi
Bihua li de gushi (xinès simplificat: 壁画里的故事, pinyin: Bìhuà lǐ de gùshì, literalment 'La història al mural') és un curtmetratge que combina acció real i dibuixos animats produït per Shanghai Animation Film Studio. La pel·lícula té per inspiració tres murals realitzats per grangers del comtat de Pi, a la província d'Anhui. Estrenat el 1959, descriu la història dels agricultors que lluiten contra els desastres naturals i aconsegueixen una collita agrícola excel·lent.

## Sinopsi
La pel·lícula explica la història d'una severa sequera en un any. Els agricultors caven pous i construeixen canals a les muntanyes per lluitar contra la sequera, i deixen un poema satíric al vessant de la muntanya: "No confiem en l'Emperador de Jade, no confiem en el Rei Drac. Nosaltres som l'Emperador de Jade, som el Rei Drac". El sol ho llig a un núvol negre, en el moment quan la gent comença a excavar aigua de les muntanyes i comença a lluitar contra la sequera. El núvol negre no estava molt convençut i va decidir ensenyar una lliçó als agricultors ignorants. Llavors, els núvols foscos van arrossegar tempestes i pluges violentes. Els llauradors van aprofitar per lluitar contra la sequera mentre construïen embassaments per emmagatzemar aigua, excavaven canals per al reg i construïen preses per generar electricitat. Els núvols foscos queden esgotats, i finalment van ser expulsats, fugint cap al vent groc per queixar-se. Tots dos s'alien, així que van portar vent i sorra a les terres de conreu. Després d'un enfrontament, el vent groc és derrotat pel vent protector del bosc, i finalment tots dos escapen desesperats.
Els creadors de la pel·lícula van utilitzar la senzillesa, la infantilitat i els personatges exagerats de les pintures dels camperols en l'animació per harmonitzar el paisatge i la imatge. A través d'escenes d'agricultors que utilitzen l'energia hidroelèctrica per generar electricitat i regar triturant farina amb vent, plantant boscos protectors per combatre les tempestes de sorra i construint preses per resistir les inundacions, la pel·lícula implica "l'esperit sense por de la victòria de l'home sobre la natura".